# 劉卻
劉卻（?—1703年），臺灣諸羅縣秀柚莊（今臺南市白河區秀祐里）人，臺灣清領時期民變領導人。

## 生平
劉卻本來為康熙年間臺南的農民領袖，史載「日與四方無賴往來」並聚眾結黨。
1701年12月，籌畫已久的劉卻揚旗起事，並順利攻佔下茄苳營（今臺南市後壁區嘉苳里），並同時佔領茅港尾（今臺南市下營區茅港里）與屯兵急水溪。後因黨眾打劫不得民心，加上清廷調兵攻打，五日後劉卻主導的起事暴亂就被平息，而劉卻則兵敗逃亡。
1703年，劉卻再度於笨港秀水莊（今雲林縣北港鎮）起事，遭官兵突擊所殺。